# Georg Kelling

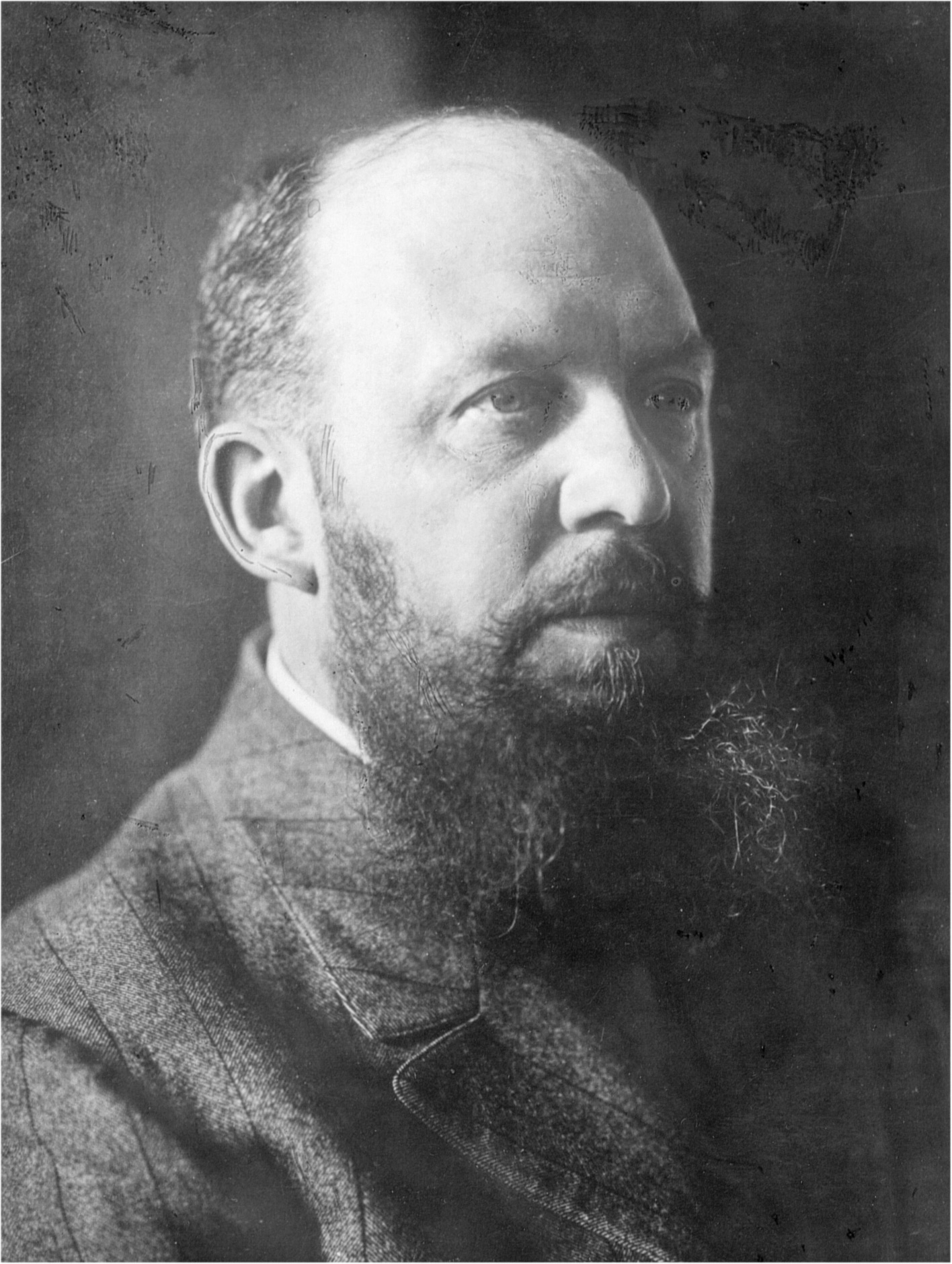
Georg Kelling

Georg Kelling  (* 7. Juli 1866 in Dresden; † 14. Februar 1945 ebenda) war ein deutscher Internist und Gastroenterologe. Er gilt als einer der Erfinder der Laparoskopie.

## Leben

### Kindheit und Jugend
Georg Kelling wurde am 7. Juli 1866 in Dresden-Friedrichstadt als ältester Sohn des Ingenieurs Emil Kelling und dessen Ehefrau Margarethe geboren. Nach dem Besuch der Bürgerschule, der Kreuzschule und des Vitzthumschen Gymnasiums in Dresden verließ Kelling 1885 mit dem Reifezeugnis seine Heimatstadt und studierte Humanmedizin.

### Studium in Leipzig und Berlin
Kelling begann sein Medizinstudium am 21. April 1885 an der Universität Leipzig. Im Sommer 1887 leistete er als Einjährig-Freiwilliger seinen Militärdienst im Grenadier-Regiment Nr. 101 in Dresden ab und setzte sein Studium im Wintersemester 1887/1888 an der Friedrich-Wilhelms-Universität Berlin fort. Hier konnte Kelling Vorlesungen u. a. bei Emil Heinrich Du Bois-Reymond (Physiologie), Carl Anton Ewald (Innere Medizin), Robert Michaelis von Olshausen (Gynäkologie), Ernst von Bergmann (Chirurgie) und Rudolf Virchow (Pathologie) hören. Am 17. April 1888 schrieb sich Kelling wieder an der Medizinischen Fakultät der Universität Leipzig ein und besuchte Vorlesungen u. a. bei Felix Victor Birch-Hirschfeld (Pathologie), Ernst Adolf Coccius (Augenheilkunde), Albert Döderlein und Paul Zweifel (Frauenheilkunde), Paul Flechsig (Psychiatrie) und seinem späteren Doktorvater Hoffmann (Innere Medizin). Während seines Studiums wurde er Mitglied im Verein Deutscher Studenten Berlin und im VDSt Leipzig.
Er bestand im Juni 1890 die „Medizinische Staatsprüfung“ und wurde am 15. Juli 1890 mit der Dissertation „Über die Ermittelung der Magengröße“ zum Doktor der Medizin promoviert. Die erfolgreiche Promotion beeinflusste seine weitere berufliche Entwicklung ganz wesentlich, denn er entschied sich, seine Weiterbildung auf dem Gebiet der Magen- und Darmkrankheiten zu beginnen. Im Sommer 1891 ging er zur Fortsetzung seiner Ausbildung für fünf Jahre nach Berlin.

### Ausbildung in Berlin
Neben der Klinik von Adolf Kußmaul (1822–1902) in Straßburg war Berlin das Mekka der Gastroenterologie um die Jahrhundertwende in Deutschland. Namhafte Gastroenterologen und Physiologen waren in dieser Zeit hier tätig. Kelling arbeitete und hospitierte bei Ismar Boas (1858–1938) in der Poliklinik für Magen- und Darmkrankheiten an der Friedrichstraße, bei Carl Anton Ewald in der Inneren Abteilung des Kaiserin-Augusta-Hospitals und unter Emil Du Bois-Reymond (1818–1896) im Physiologischen Institut der Charité.
Kellings Lehrer Boas hatte 1886 gegen den Widerstand der Berliner Ärzteschaft das erste Ambulatorium für Magen- und Darmkrankheiten an der Berliner Friedrichstraße gegründet. Er führte bis 1906 privatärztliche Kurse über Magen- und Darmkrankheiten durch, die einen sehr regen Zuspruch fanden und auch von Kelling besucht wurden.
Mit der Gründung des Kaiserin-Augusta-Hospitals 1869 im Nordwesten Berlins war dort auch eine leistungsfähige Abteilung für Innere Medizin geschaffen worden, die Ewald von 1888 bis 1915 mit großem ärztlichen und wissenschaftlichen Erfolg leitete und in der Kelling ebenfalls hospitierte.
Neben der praktischen Ausbildung bei Boas und Ewald setzte Kelling seine theoretische Weiterbildung am Physiologischen Institut der Charité fort, das 1877 an der Dorotheenstraße eröffnet wurde. Seine ersten Arbeiten kamen aus der Experimentell-Physiologischen Abteilung unter der Leitung von Johannes Gad (1842–1926) und aus der Chemisch-Physiologischen Abteilung unter der Leitung des späteren Nobelpreisträgers Albrecht Kossel (1853–1927).
Kelling suchte offenbar gezielt die wissenschaftliche Nähe zu den bedeutendsten Gastroenterologen und Physiologen seiner Zeit und nutzte diese auch mit großem Erfolg, wie seine klinischen und tierexperimentellen Arbeiten zeigen.

### Wirken in Dresden

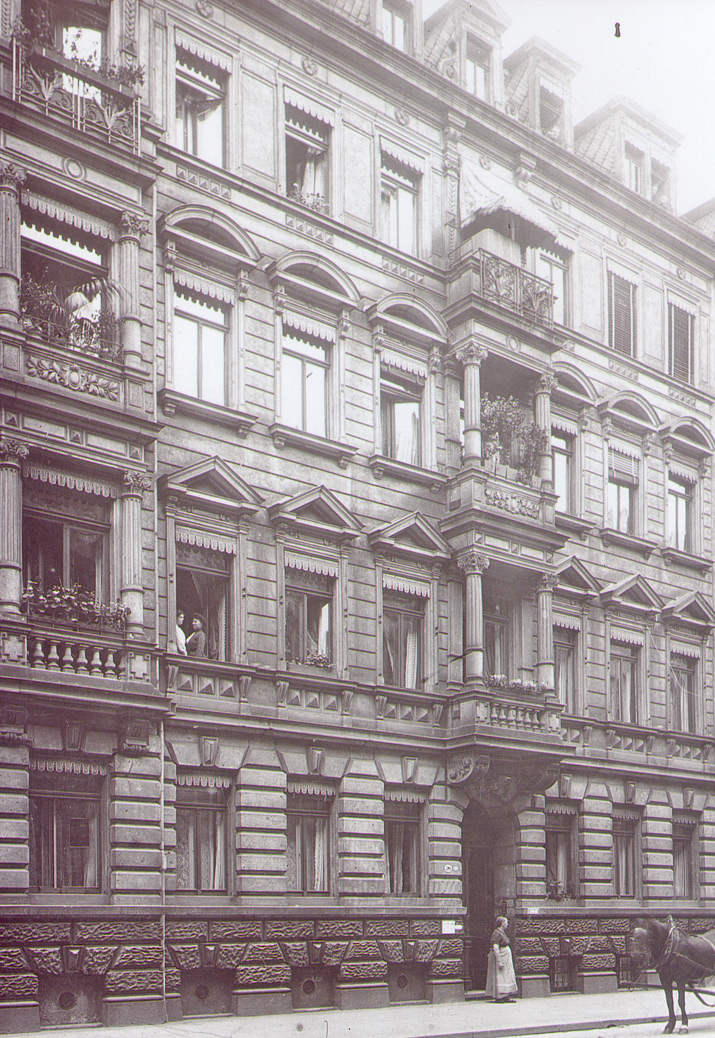
Haus Christianstraße 30 in Dresden, Kellings Wohnsitz

Im Jahr 1896 ließ sich Kelling als Arzt für Magen-Darm-Krankheiten in Dresden nieder. Neben dem Aufbau seiner Praxis beschäftigte er sich zunächst intensiv mit endoskopischen Fragestellungen am Stadtkrankenhaus Dresden-Friedrichstadt sowie an der Tierärztlichen Hochschule Dresden. Im Sommer 1898 suchte er den bekannten Chirurgen Johann von Mikulicz-Radecki an der königlich preußischen Chirurgischen Klinik in Breslau auf, um auch dort zu hospitieren. Kelling schreibt 1898 im zweiten Teil der Arbeit Endoskopie für Speiseröhre und Magen über diesen Besuch:

„Während meines Aufenthaltes […] hatte ich dank der Güte des Herrn Geheimrath Professor Dr. von Mikulicz mehrfach Gelegenheit mit dem Gründer der Methode, der über außergewöhnliche Geschicklichkeit und Kritik auf diesem Gebiet verfügt zu oesophagoskopieren und zu gastroskopieren.“

Offensichtlich hatte Kelling in Breslau auch Gelegenheit, die Bauchchirurgie bei von Mikulicz zu studieren und mit diesem gemeinsam zu operieren, denn er formulierte 1900 in seinem Aufsatz Studien zur Chirurgie des Magens:

„Ich hatte dank der Güte des Geheimrath Prof. Dr. von Mikulicz das Glück durch die Hand dieses Meisters in die Abdominalchirurgie eingeführt zu werden.“

Dieser Arbeitsbesuch war seiner späteren experimentellen, endoskopischen und chirurgischen Tätigkeit außerordentlich förderlich und begründete seinen Ruf als Gastroenterologe und Spezialist für Magen- und Darmkrankheiten. Kellings weitere Arbeit ist vor dem Hintergrund der Tätigkeit der Gesellschaft für Natur und Heilkunde zu Dresden und der Dresdner Medizin zur Exploration und Endoskopie offener und geschlossener Körperhöhlen im ausgehenden 19. Jahrhundert zu sehen.
Kelling trat 1894 in die Gesellschaft für Natur- und Heilkunde zu Dresden ein und wurde hier mit den Forschungen von Alfred Fiedler, Justus Schramm-Vogelsang, Maximilian Nitze und Felix Martin Oberländer konfrontiert.

### Tod in Dresden

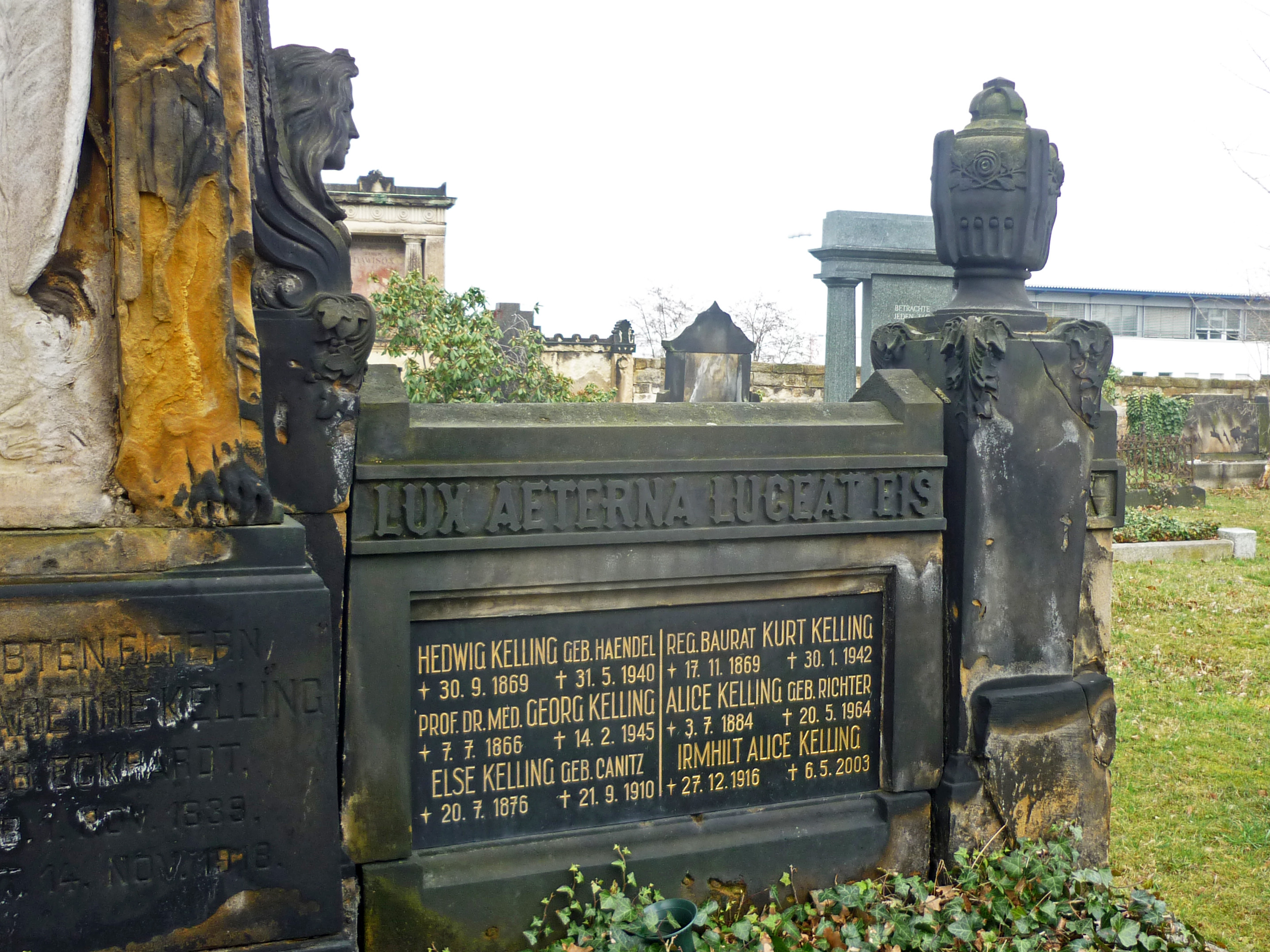
Grabplatte des Familiengrabs auf dem Dresdner Annenfriedhof

Georg Kelling und seine zweite Ehefrau Johanna kamen am 13./14. Februar 1945 bei den schweren  Luftangriffen auf Dresden ums Leben. Die totale Zerstörung des Hauses Christianstraße 30, in dem sich ihre Wohnung befand, bedeutete auch den Verlust ihrer persönlichen Unterlagen. Sterbliche Überreste von Georg Kelling und seiner Frau waren nicht auffindbar. Der vermutliche Todestag ist auf einer schlichten Grabplatte des Familiengrabs auf dem Alten Annenfriedhof in Dresden dokumentiert.

## Von der oralen zur abdominalen Insufflation
In seinem am 17. September 1901 vorgelegten Beitrag Die Tamponade der Bauchhöhle mit Luft zur Stillung lebensgefährlicher Blutungen setzte sich Kelling mit den bis dahin bekannten und offensichtlich insuffizienten Methoden der Blutstillung bei Intestinalblutungen auseinander und stellte dann seine Überlegungen vor, mit einer abdominalen Luftinsufflation eine intraabdominale Gefäßkompression (Lufttamponade) bei Drücken von 50 bis 80 mm Hg zu erreichen. Er schrieb: 

„Um dies festzustellen, schuf ich mir eine Methode der Endoskopie der uneröffneten Bauchhöhle (Coelioskopie).“

Am 23. September 1901 hielt Kelling auf der 73. Versammlung Deutscher Naturforscher und Ärzte in Hamburg den denkwürdigen Vortrag „Über die Besichtigung der Speiseröhre und des Magens mit biegsamen Instrumenten“.
Nach der Besprechung der Ösophagoskopie und Gastroskopie erläuterte er am Schluss das Prinzip seiner neuen Methode, der Coelioskopie und führte aus: 

„… Sie beruht darauf, dass die vordere Bauchwand außerordentlich nachgiebig ist. Machen wir also den Magen und den Darm leer und füllen die Bauchhöhle durch Einblasen von Luft, welche durch Watte filtriert wird, so bekommen wir einen großen Kuppelraum, in welchem wir uns bequem orientieren können. Das Einblasen der Luft erfolgt durch einen Fiedlerschen Trokar, welcher bekanntlich so beschaffen ist, dass man nach dem Durchstechen der Bauchwand das Ende stumpf machen kann. Dieses stumpfe Instrument kann gleichzeitig zum Palpieren benutzt werden. Die Besichtigung erfolgt so, indem man einen zweiten Trokar einsticht, durch welchen ein feinstes Nitze’sches Zystoskop eingeführt wird. Ich schließe, m. H, mit dem Wunsche, dass die endoskopischen Methoden für den Verdauungstractus mehr Anwendung finden möchten, als bisher geschehen ist, denn sie sind tatsächlich berufen, die Laparotomie in vielen Fällen ersetzen zu können.“

Damit hatte Kelling die am Tier erprobte Laparoskopie als neue diagnostische Methode bekanntgemacht. Auf der 47. Tagung der Deutschen Gesellschaft für Chirurgie im Jahre 1923 nahm Kelling das Thema „Endoskopie“ noch einmal auf. In seinem Vortrag „Zur Cölioskopie und Gastroskopie“ berichtete er, dass er sich in jüngster Zeit wieder der Besichtigung der Bauchhöhle zugewandt hat und formulierte: 

„… hauptsächlich aus wirtschaftlichen Gründen, weil die große Teuerung dazu nötigt, den Patienten Verpflegtage, Verbandstoffe, Medikamente und insbesondere evtl. vermeidbare Operationen, wie Probelaparotomien, nach Möglichkeit zu ersparen ….“

## Prioritätsstreit
In den Jahren 1910, 1921 und 1932 musste sich Kelling mit Prioritätsansprüchen auseinandersetzen. Der Internist Egmont Wildhirt, langjähriger Mitarbeiter von Heinrich Otto Kalk, beschrieb 1964 die Priorität Kellings wie folgt:

„Von ihm stammt aber die Konzeption, die Bauchhöhle mit Luft zu füllen und sich damit ein Gesichtsfeld zu schaffen, um die Bauchorgane besichtigen zu können. […] Kelling muß also als eigentlicher Erfinder der Laparoskopie gelten, wenn auch seine Pionierarbeit wieder in Vergessenheit geraten war.“

Die erste Laparoskopie am Menschen führte jedoch, noch bevor Kelling seine Laparoskopie-Versuche an Hunden auf den Menschen übertragen konnte, 1910 Hans Christian Jacobaeus in Stockholm durch.

## Würdigung

Porträt auf der Medaille „Johannes von Mikulicz-Radecki–Georg Kelling – Förderpreis Endoskopische Chirurgie“

Die umfangreiche Bibliographie Kellings belegt die vielseitige wissenschaftliche Arbeit des Dresdner Internisten und Gastroenterologen. Niederschlag findet seine Arbeit in mehreren nach ihm benannten Untersuchungsmethoden und Operationsverfahren, auch wenn diese heute nicht mehr üblich sind oder von der Entwicklung überholt wurden.
Eine späte, aber sehr wertvolle Ehrung erfuhr das Werk Kellings im Oktober 1992 vom Präsidium der Deutschen Gesellschaft für Chirurgie. Unter dem Namen „Johannes von Mikulicz-Radecki–Georg Kelling – Förderpreis Endoskopische Chirurgie“ würdigt die Deutsche Gesellschaft für Chirurgie jährlich besondere wissenschaftliche und praktische Leistungen aus dem Bereich der endoskopischen Chirurgie.
In Würdigung der Verdienste Georg Kellings veranstaltete der „Verein Oschatzer Frauenärzte e. V.“ mit Unterstützung der Collm Klinik Oschatz am 22. September 2001 ein „Georg Kelling Symposium“ und veröffentlichte anlässlich des 100. Geburtstages der Laparoskopie am 23. September 2001 das Buch „Georg Kelling und die sächsischen Wurzeln der Laparoskopie – 100 Jahre Laparoskopie“.

## Bedeutung
- Dem Zeitgeist widersprechend hatte Kelling frühzeitig die endoskopischen Verfahren gegenüber der Probelaparotomie favorisiert (1898).
- Eine stadiengerechte operative Behandlung bösartiger Erkrankungen wurde von Kelling weitsichtig gefordert und zu diesem Zweck der primäre Einsatz endoskopischer Verfahren angemahnt (1898).
- Kelling hat erstbeschreibend und vollständig das erforderliche Grundinstrumentarium mit Insufflationsnadel (Fiedlerscherscher Trokar), Insufflationsapparat (Luftpumpe nach Politzer), Optiktrokar und Optik (Nitze Zystoskop) für die Bauchspiegelung zusammengestellt und die Methodik beschrieben (1901).
- Die ersten Indikationen und Kontraindikationen zur Coelioskopie,  Laparoskopie wurden von Kelling formuliert (1901).
- Erstmals wurden von Kelling die Möglichkeiten der intraabdominalen Diagnostik mit endoskopischer Inspektion und Palpation aufgezeigt (1901).
- Kelling empfahl, offensichtlich die Probleme bei der Ausbildung junger Ärzte voraussehend, endoskopische Verfahren an der Leiche zu üben (1901).
- Kelling hatte nahezu visionär die ambulante Durchführung endoskopischer Eingriffe, besonders der Bauchspiegelung, vorausgesagt (1901).
- Im Jahr 1911 erfolgte durch Kelling der erste Versuch, das Querkolon bei der Ösophagoplastik zu nutzen.[15]
- Weit seiner Zeit voraus, erkannte Kelling die vorteilhaften ökonomischen Aspekte endoskopischer Behandlungsverfahren (1923).